# کلکوشوند سفلی
کل کشوند سفلی [kalkušwand]، روستایی از توابع بخش مرکزی شهرستان هرسین در استان کرمانشاه ایران است. دارای راه آسفالته است.

## جمعیت
این روستا در دهستان حومه قرار دارد و براساس سرشماری مرکز آمار ایران در سال ۱۳۸۵، جمعیت آن ۱۵۵ نفر (۳۱خانوار) بوده‌است و بر اساس نتایج سرشماری عمومی نفوس و مسکن سال ۱۳۹۰ ساکنین این روستا کمتر از ۱۰۰ نفر اعلام شده‌است که این آمار نشان از وضعیت مهاجرفرستی این روستا دارد.
در فرهنگ جغرافیایی ایران که یکی ازکتابهای مهم چاپ شده در سالهای ۱۳۲۸ تا ۱۳۳۲، کتاب «فرهنگ جغرافیایی ایران» است و در دایره جغرافیایی ستاد ارتش و به همت حسینعلی رزم‌آرا تهیه شده‌است و در بردارنده اطلاعاتی دربارهٔ شهرستان‌ها، بخش‌ها، دهستانها، و آبادی‌ها به ترتیب حروف الفباست و مبنای تقسیم‌بندی در این کتاب براساس تقسیمات کشوری مصوب نوزدهم دی ۱۳۱۶ مجلس شورای ملی است، مدخل کل کشوند. [ک َ ک ُش ْ وَ] (اِخ) چنین مورد تعریف قرار گرفته‌است:«دهی از بخش هرسین شهرستان کرمانشاهان است و ۴۰۰ تن سکنه دارد». (از فرهنگ جغرافیایی ایران ج ۶).